# 那音水库
那音水库是中国广西壮族自治区百色市田阳县那坡镇境内的一座水库，位于右江流域那音河上，建于1960年。水库正常库容为1460万立方米，集雨面积为170平方千米，海拔为179.18米。